# Tubuai
Tubuai (francuski Îles Australes ili Archipel des Australes), Otoci Tubuai su najjužniji arhipelag Francuske Polinezije u središnjem južnom Tihom oceanu. Vulkanskog porijekla, otoci su dio golemog potopljenog planinskog lanca, vjerojatno jugoistočnog produžetka Cookovih otoka (Novi Zeland). Raštrkani na području dugom oko 1300 km, sastoje se od pet naseljenih otoka — Raivavae (16 km2), Rapa (39 km2), Rimatara (8 km2), Rurutu (29 čkm2) i Tubuai (47 km2) — kao i sićušni, nenaseljeni otoci Marotiri na južnom kraju lanca, i Maria Atol na sjeveru.
Otočje Tubuai odavno su naselili polinezijski narodi u vrijeme kontakta s Europljanima. Četiri otoka ugledao je kapetan James Cook — Rimatara i Rurutu 1769., a Raivavae i Tubuai osam godina kasnije. Godine 1791. George Vancouver ugledao je najjužniji naseljeni otok, Rapa, slomljeni rub nekadašnjeg vulkana zakrivljen oko luke zaljeva Ahurei. Cijela je grupa stavljena pod kontrolu Francuske između 1880. i 1889. godine.
Otoci čine administrativnu jedinicu Francuske Polinezije. Lokalni glavni grad je Mataura, na Tubuaiju. Ostala veća naselja uključuju Amaru na Raivavae, Ahurei na Rapi i Moerai na Rurutu. Stanovnici su većinom protestanti. Polinezijske tradicije neobično su dobro očuvane u Tubuaiu zbog razmjerne izoliranosti otoka. Glavni resursi su riba, kava, taro, kopra i naranče. Ukupna površina kopna 57 kvadratnih milja (148 kvadratnih kilometara). Pop. (2017.) 6.965.